# Marcel Sîrba
Marcel Sîrba (ur. 1 października 1957 w Popânzălești) – rumuński pięściarz, uczestnik Letnich Igrzysk Olimpijskich w 1980 roku w Moskwie.

## Igrzyska Olimpijskie
Marcel Sîrba wystąpił na Igrzyskach Olimpijskich w Moskwie w 1980, w wadze lekkośredniej. W tych zawodach przegrał w swoim pierwszym meczu z reprezentującym Szwecję Leo Vainonenem 2-3